# Acrolophus unistriganus
Acrolophus unistriganus är en fjärilsart som beskrevs av Dyar 1903. Acrolophus unistriganus ingår i släktet Acrolophus och familjen Acrolophidae. Inga underarter finns listade i Catalogue of Life.